# Schweiz nationalpark
Schweiz nationalpark (italienska: Parco Nazionale Svizzero, tyska: Schweizerischer Nationalpark, rätoromanska: Parc Naziunal Svizzer, franska: Parc National Suisse) ligger i kanton Graubünden i östra delen av Schweiz och är landets enda nationalpark. Den sträcker sig över stora delar av dalgången Engadin. Parken grundades 1914 vilket gör den till Alpernas äldsta nationalpark.
Sedan 1979 är området som har en yta på 170,3 km² även biosfärområde enligt Unescos kriterier. Ungefär en tredjedel av parken är täckt av skog, 20 procent utgörs av ängar och resten saknar vegetation (berg, klippor, insjöar, grusytor). Skogen domineras till 90 procent av arten Pinus mugo som tillhör tallsläktet.
I nationalparken lämnas naturen åt sig själv. Det är inte tillåtet att klippa gräs, fälla träd eller lämna de markerade vandringslederna. Dessutom är det förbjudet att tända en brasa, jaga djur eller plocka växter. Det är tänkt att naturen ska få samma utseende som den hade före människans ankomst för 5000 år sedan. Det finns bara en enda större väg i parken och vandringslederna når inte till alla dalgångar.
I nationalparken lever flera tusen olika djur- och växtarter, från småkryp till brunbjörn. Brunbjörnen saknades i över 90 år men 2005 iakttogs den åter i regionen. Dessutom lever här olika getdjur, hjortdjur, murmeldjur, vargar, lodjur, skogsharar, ödlor, ormar och insekter. Sedan 1991 finns ett projekt att återinföra lammgamen i nationalparken.
Nationalparkens utveckling dokumenteras kontinuerligt. Fram till idag har omkring 90 publikationer angående parken utkommit. Ett informationscentrum finns i orten Zernez.
Olika problem försämrar den naturliga processen. På grund av det ökande antalet besökare blev flera djur nattaktiva. För vissa ytor som tidigare användes för jordbruk, gruvdrift eller skogsbruk tar det länge att återhämta sig. Flera skogsbränder förstörde delar av parken.
Medan gemsernas antal har förblivit i princip konstant, har antalet rådjur och andra hjortdjur tydligt ökat. Den stora mängden vilt lockar ibland tjuvskyttar som hoppas att de inte ska bli upptäckta när de börjar sin jakt från gränsen till Österrike eller Italien.